# Tumba de Raquel
La Tumba de Raquel (árabe: قبر راحيل, hebreo: קבר רחל) es un patrimonio cultural palestino desde 2015, establecido por la UNESCO. Situada en la ciudad cisjordana de Belén, cerca de Jerusalén, es un lugar de veneración puesto que, según la tradición, allí se encuentra enterrada la matriarca Raquel. La tumba ha sido sagrada para cristianos, musulmanes y judíos desde hace 2000 años. Desde mediados de los años 1990, los palestinos se refieren a este lugar como la mezquita de Bilal bin Rabah (en árabe: مسجد بلال بن رباح). En la actualidad, las autoridades israelíes han creado una extensión fortificada de la barrera israelí de Cisjordania que se adentra en territorio cisjordano y envuelve la carretera de acceso y la propia tumba, por lo que se ha convertido en un lugar de culto exclusivo para judíos.
La tumba, ubicada en la entrada norte de Belén, está construida al estilo de un maqam tradicional, un pequeño edificio para santos musulmanes con forma cúbica y rematado por una cúpula. El verdadero lugar de enterramiento de la matriarca Raquel mencionado en la Tanaj judía, el Antiguo Testamento cristiano y la literatura musulmana es objeto de debate, porque existen diversas ubicaciones alternativas más al norte. Según la Torá, Raquel fue sepultada en el camino de Efrata (es decir, Belén), donde Jacob erigió una estela sobre su sepulcro. No obstante, un pasaje del Libro de Jeremías parece indicar que se encuentre en el límite norte de Benjamín, hacia Efraím, a diez millas al norte de Jerusalén aproximadamente. Sin embargo la tradición, desde el siglo IV por lo menos, ubica la tumba a cuatro millas al sur de Jerusalén y una milla al norte de Belén.
Los primeros registros fuera de la Biblia en los que se describe esta tumba como la de la matriarca Raquel datan de las primeras décadas del siglo IV d. C. Adquirió su forma actual durante la dominación de Palestina por parte del Imperio Otomano, y se encuentra emplazada en un cementerio cristiano y musulmán que data, como mínimo, del periodo mameluco. Cuando Moses Montefiore restauró el lugar en 1841 y obtuvo las llaves para la comunidad judía, también añadió una antesala que incluía un mihrab a fin de relajar los recelos musulmanes. Según la resolución 181 II de la Asamblea General de las Naciones Unidas, también conocida como el Plan de Partición de Palestina, la tumba de Raquel quedaría encuadrada en un corpus separatum administrado internacionalmente y del que formaría parte Jerusalén. Sin embargo, tras la guerra árabe-israelí de 1948, la zona quedó ocupada por las tropas jordanas, que impidieron el acceso de judíos a la tumba. Desde la Guerra de los Seis Días de 1967, Israel ha ocupado militarmente Cisjordania (incluida la Tumba de Raquel), así como Jerusalén Este, la Franja de Gaza y los Altos del Golán. Aunque en los Acuerdos de Oslo la Tumba de Raquel quedó fuera de la zona C, bajo control administrativo y militar israelí, el Ministerio de Asuntos Religiosos de Israel controla directamente la gestión de este emplazamiento.
En febrero de 2010 fue declarada por el Gobierno de Israel, junto con la Tumba de los Patriarcas en Hebrón, Lugar de Patrimonio Nacional. La declaración originó protestas por parte de jóvenes palestinos en diversas ciudades de Cisjordania. En vista de estas acciones, la UNESCO declaró en octubre de 2015 que ambas construcciones funerarias son también herencia religiosa musulmana, formando parte de la herencia del Estado de Palestina.